# Spoorlijn 51B
Spoorlijn 51B is een Belgische spoorlijn die Brugge met Knokke verbindt. Ze begint aan aftakking Y Dudzele en rijdt verder tot Knokke. De lijn is 13,9 km lang.

## Treindiensten
De NMBS verzorgt het personenvervoer met IC en Piekuurtreinen. Daarnaast wordt de lijn druk gebruikt voor het goederenvervoer van en naar de haven van Brugge-Zeebrugge.
| Serie       | Treinsoort          | Route                                                                          | Bijzonderheden             |
| ----------- | ------------------- | ------------------------------------------------------------------------------ | -------------------------- |
| IC 23A      | Intercity (NMBS)    | Brussels Airport-Zaventem – Brussel-Zuid – Gent-Sint-Pieters – Brugge – Knokke |                            |
| P 7060/8060 | Piekuurtrein (NMBS) | Knokke – Brugge                                                                | Rijdt alleen op werkdagen. |

## Aansluitingen
In de volgende plaats is er een aansluiting op de volgende spoorlijn:
Y Dudzele
Spoorlijn 51A tussen Y Blauwe Toren en Zeebrugge-Strand
Y Pelikaan
Spoorlijn 202B tussen Y Pelikaan en Bundel Ramskapelle

## Lijn 51B/1: Boog van Ter Doest
De verbinding vanuit de haven van Zeebrugge, gelegen ten oosten van het Boudewijnkanaal, naar het vormingsstation van Zwankendamme was anno 2010 niet optimaal, want men moet minstens tot het station van Brugge zelf rijden om vervolgens terug naar Zeebrugge (Zwankendamme) te rijden. Ter optimalisatie van deze toestand, rekening houdend met het Strategisch Plan voor de haven Zeebrugge-Brugge en rekening houdend met het te verwachten stijgend goederenvervoer vanuit de lijn 50A (Brugge - Gent), besliste Infrabel om een verbindingsbocht aan te leggen tussen de lijn 51A en de lijn 51B. Op 3 maart 2010 begon Infrabel met de bouw van deze spoorbocht 'Ter Doest', ook wel genoemd 'Boog van Ter Doest'. Die verbindingsboog tussen de lijn Brugge - Knokke (51B) en de lijn Brugge - Zeebrugge werd op 5 november 2012 als spoorlijn 51B/1 in dienst genomen. De aanleg van deze bocht maakt het nu mogelijk rechtstreekse treinbewegingen uit te voeren tussen de linkeroever (Zeebrugge-Vorming te Zwankendamme) en spoorinstellingen gelegen op de rechteroever van het Boudewijnkanaal en omgekeerd.

## Spoorbrug
In Dudzele kruist spoorlijn 51B het Boudewijnkanaal. De beide sporen lopen er over een basculebrug die geopend wordt voor het doorlaten van grotere (zee)schepen.

## Galerij

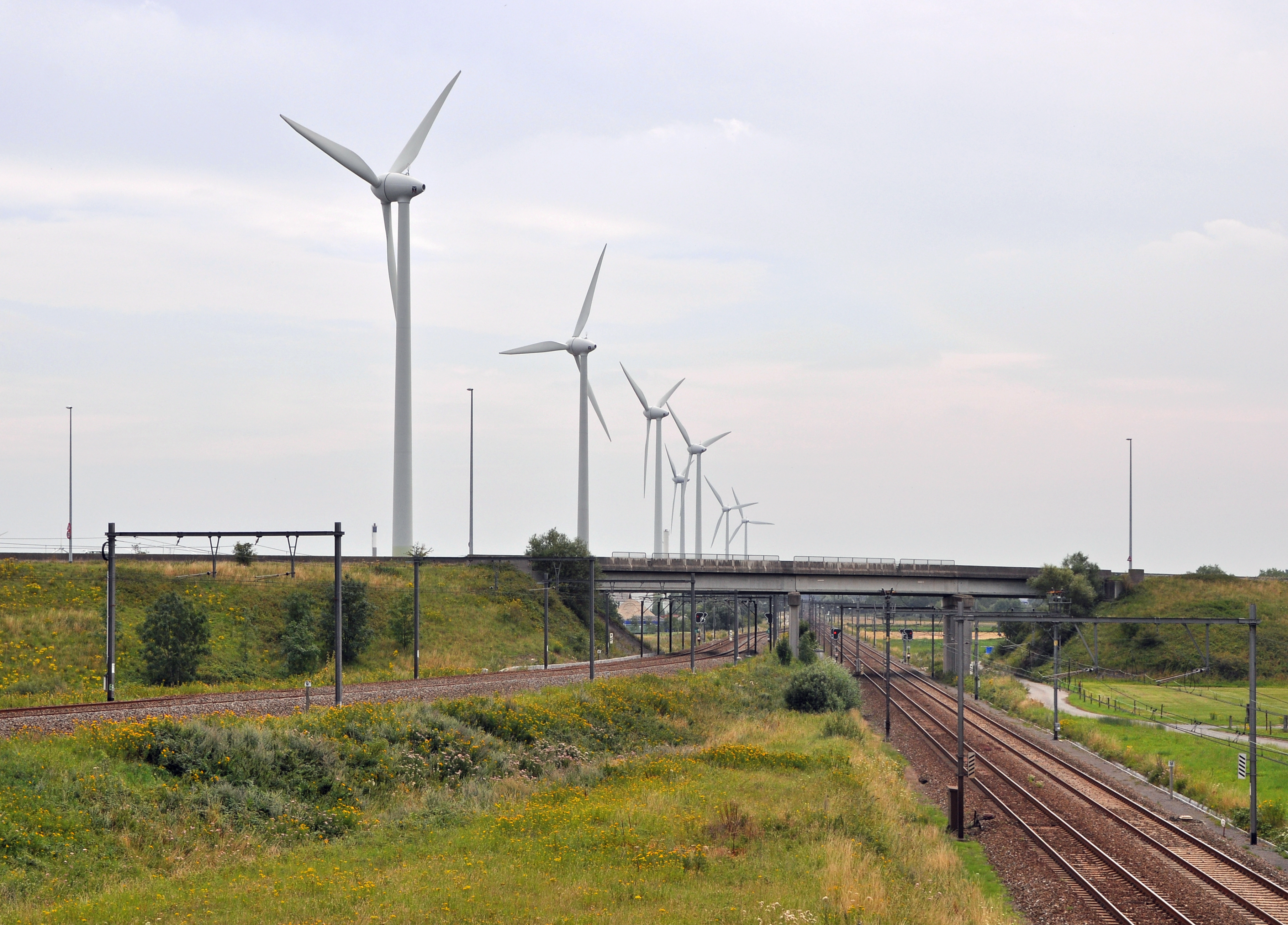
Knooppunt "Y Dudzele". Links: lijn 51B. Rechts: lijn 51A uit Zeebrugge.
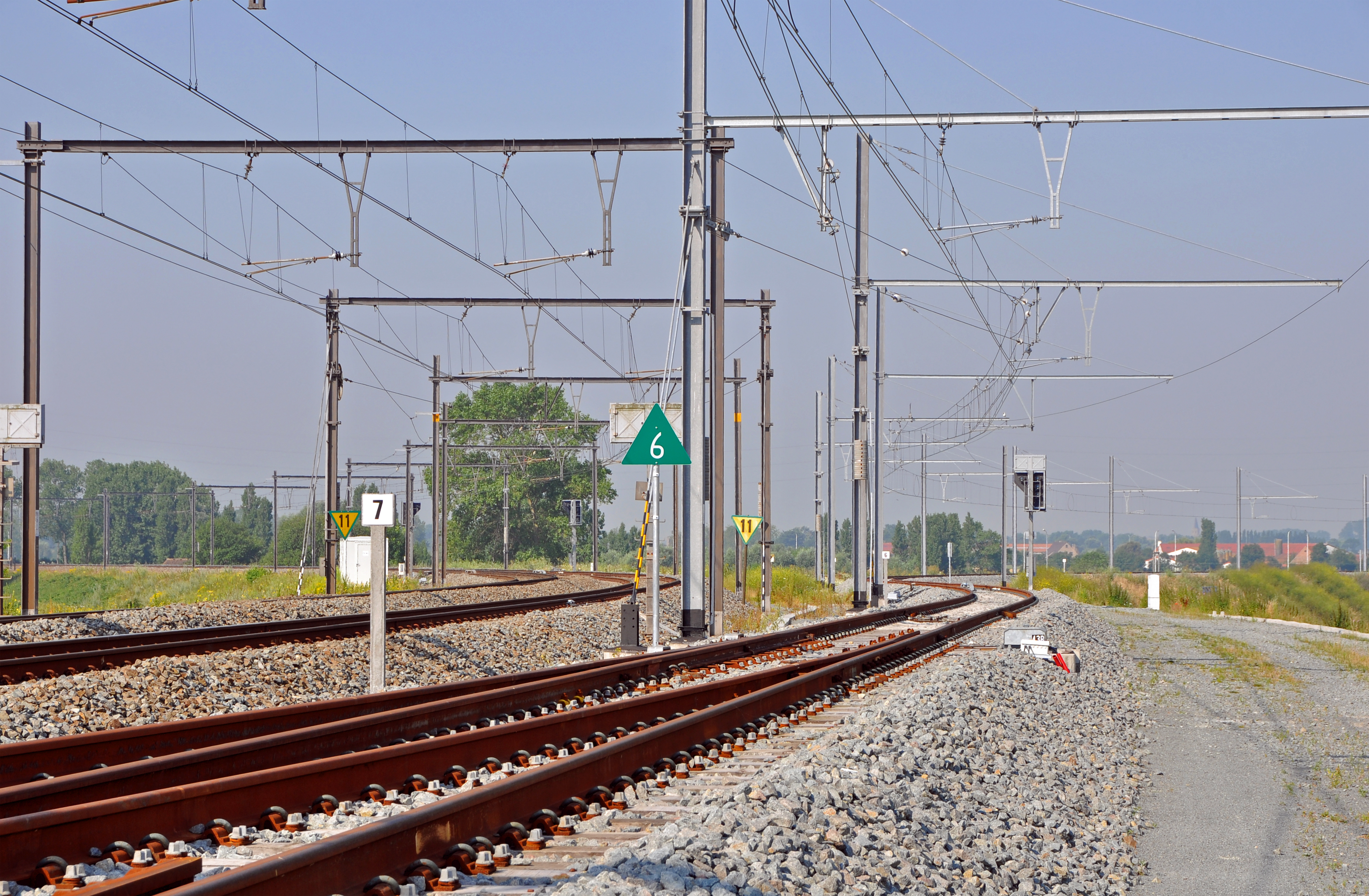
Spoorlijn 51B/1 (voorgrond) takt af van lijn 51B (dubbelspoor links).
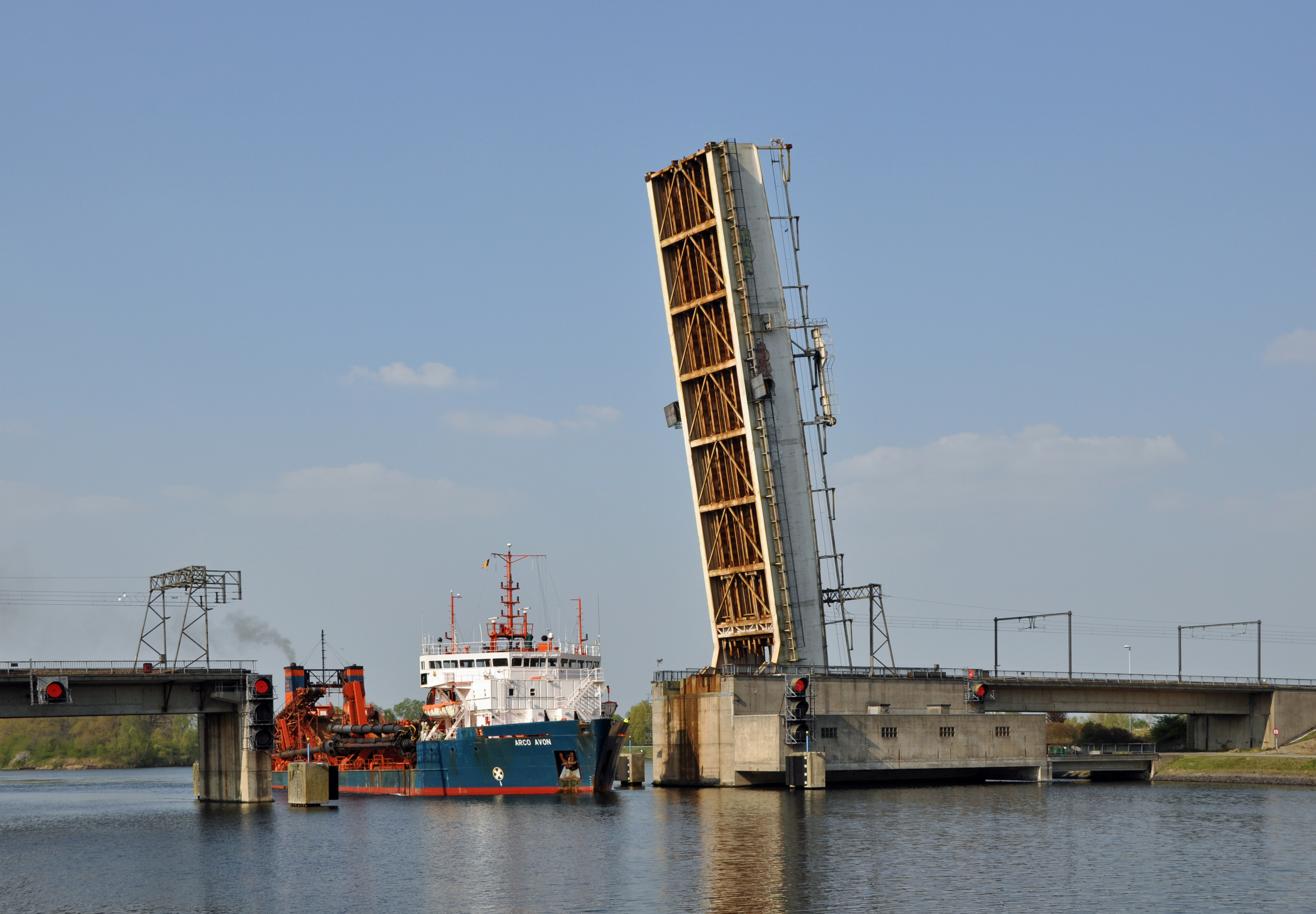
Spoorlijn 51B: de spoorbrug over het Boudewijnkanaal in Dudzele.
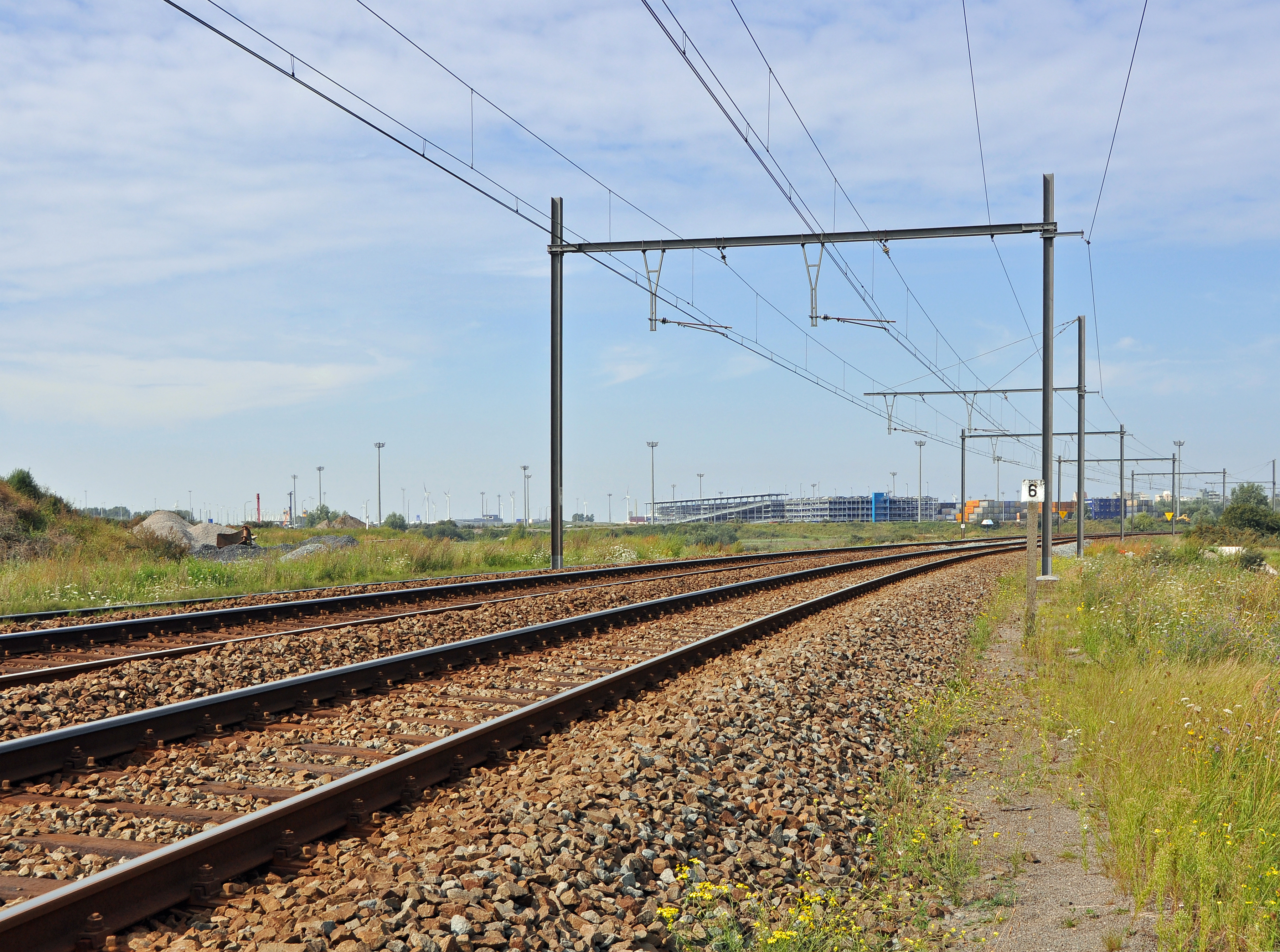
Spoorlijn 51B in Heist.